# 蘇陽峡
蘇陽峡（そようきょう）は、熊本県上益城郡山都町にあるU字形の峡谷である。

## 概要
五ヶ瀬川沿いにある渓谷で、渓谷の幅は200 - 300メートルあり、深さは150 - 200メートルある。竿渡の滝から花上ダムまで10キロメートルも続く。「九州のグランドキャニオン」とも呼ばれる。
渓谷沿いには遊歩道や長崎鼻展望台などもある。紅葉の名所になっていて、紅葉の時期にはもみじ祭りが開催される。
谷には橋がかかっておらず、谷底に通る道も狭く、貫通していない。対岸に渡る際にも迂回する必要があり、不便な状態のままである。
あまり知られていないが、この周辺にはヒガンバナが自生しており、特に岩場の上に咲くヒガンバナは珍しい。秋には実った稲穂と目を楽しませてくれる。
蘇陽地区から滝下に降りる道沿いには、きれいな湧水が出る水源・舟の口水源がある。また、カワセミが五ヶ瀬川には生息している。
2009年に、阿蘇地域の8市町村にある"阿蘇ジオパーク"33のジオサイトのひとつとして日本ジオパークに登録され、その後2014年9月に、世界ジオパークにも登録された。

## アクセス

### 自動車
- 九州中央自動車道 山都中島西ICから約70分[3]